# Законнонародженість
Законнонародженість (англ. Legitimacy, нім. Ehelichkeit, фр. Filiation légitime) — у загальному праві західних, християнських країн статус дитини, рідні батьки якої перебували на момент її народження у законному (визнаному Церквою або державою) шлюбі. Такі діти називалися законнородженими дітьми та протиставлялися байстрюкам — незаконнонародженим дітям, народженим поза шлюбом. Законнонародженість грала важливу роль в суспільствах Європи та Америки: лише законнонароджені діти мали право на успадкування майна і титулів батьків. У ХХ ст. законнонародженість як правова категорія була усунута із законодавства, проте далі відіграє вагому роль у традиційних інституціях Європи: монархіях, аристократичних домах, Папській Швейцарській гвардії тощо.